# インガ・エドゥリス
インガ・エドゥリス (羅 Inga edulis) は南米原産のマメ科Mimosoid clade（旧ネムノキ科）に属する植物である。また、英語ではアイスクリームビーン(英 ice-cream beans)という別名があるが、果肉の甘い風味と滑らかな肌ざわりによるものである。
ペルーやエクアドル、コロンビア、ブラジルに分布しており、特にアマゾン川流域に広く分布している。
日よけや材木として使われたり、食べ物やアルコール飲料、医薬品の材料として使われている。

## 特徴
成木は高さ30mにもなり、木の直径は60cmにもなる。また、地上から3m付近から枝分かれしている。
枝は幅広く、平らで、やや密な林冠を成す。 さやの中にはバニラアイスクリームのような味のする白く水分の多い厚い果肉の中に包まれた黒い種子がある。

## ギャラリー

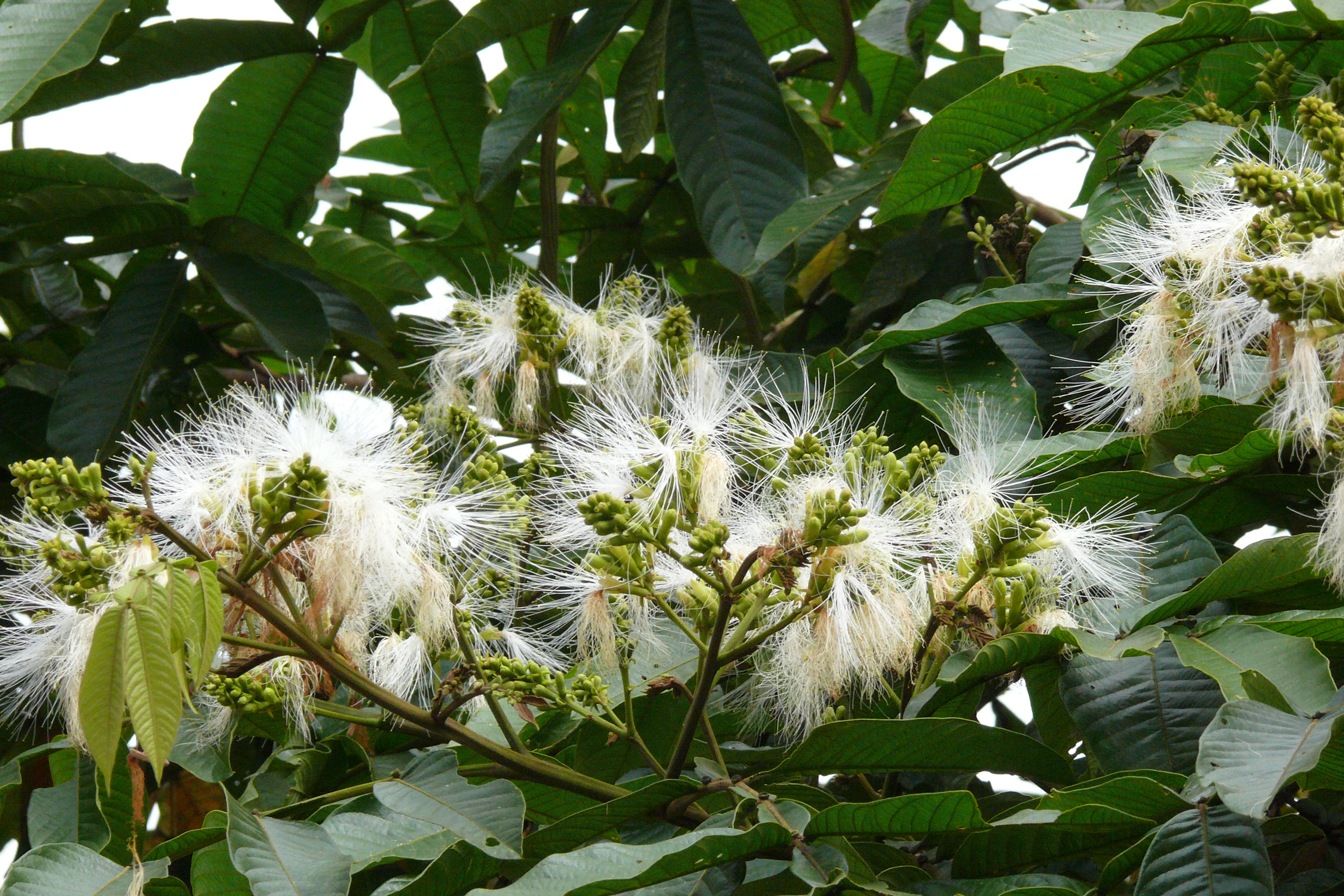
花
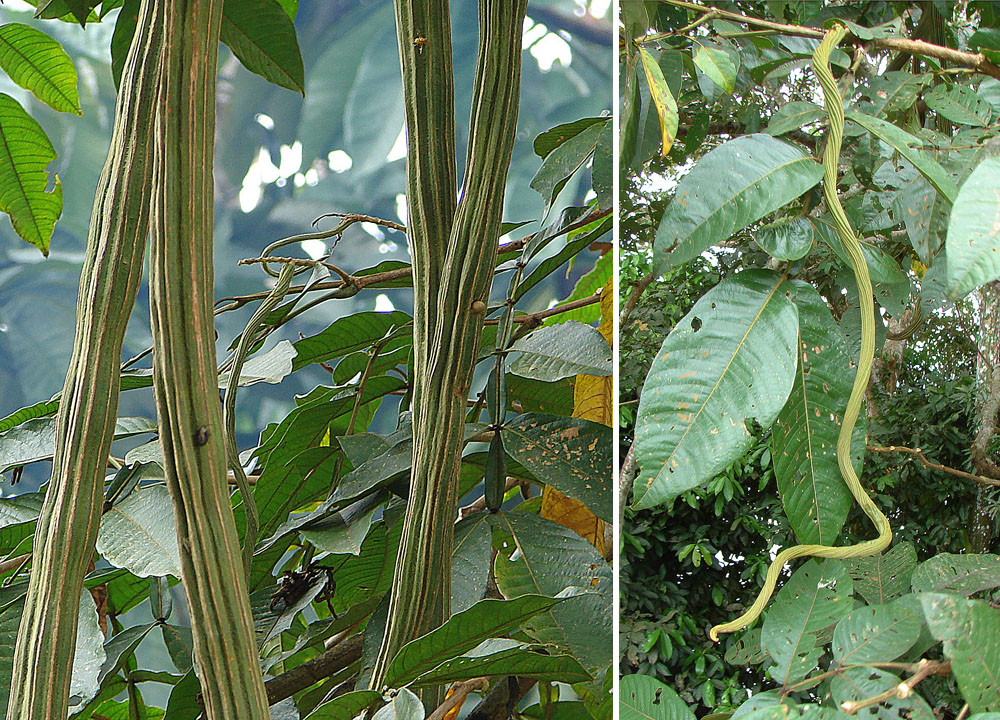
熟したさや(左)と若いさや(右)